# Kinkenweg
Een kinkenweg was een weg in Zuid-Limburg en aangrenzende regio's die van de 17e tot 19e eeuw gebruikt werd voor transport van graan en/of steenkool met lastdieren. De voerlieden werden kinkenvoerders genoemd.

## Ontstaan van het kinkensysteem
Het ontstaan van het kinkensysteem voor graantransport wordt gesitueerd in de 17e eeuw. In die periode was in het Land van Herve sprake van een overgang van akkerbouw naar veeteelt. Hierdoor ontstond in dat gebied behoefte aan graan van elders. Dit werd op de graanmarkt van Aubel, de belangrijkste in het Land van Herve, verhandeld. Het graan werd aangevoerd vanuit naburige regio's, zoals Zuid-Limburg. Het transport werd door kinkenvoerders uitgevoerd die hun paarden in een keten achter elkaar bonden met touwen. 

## Transportroutes

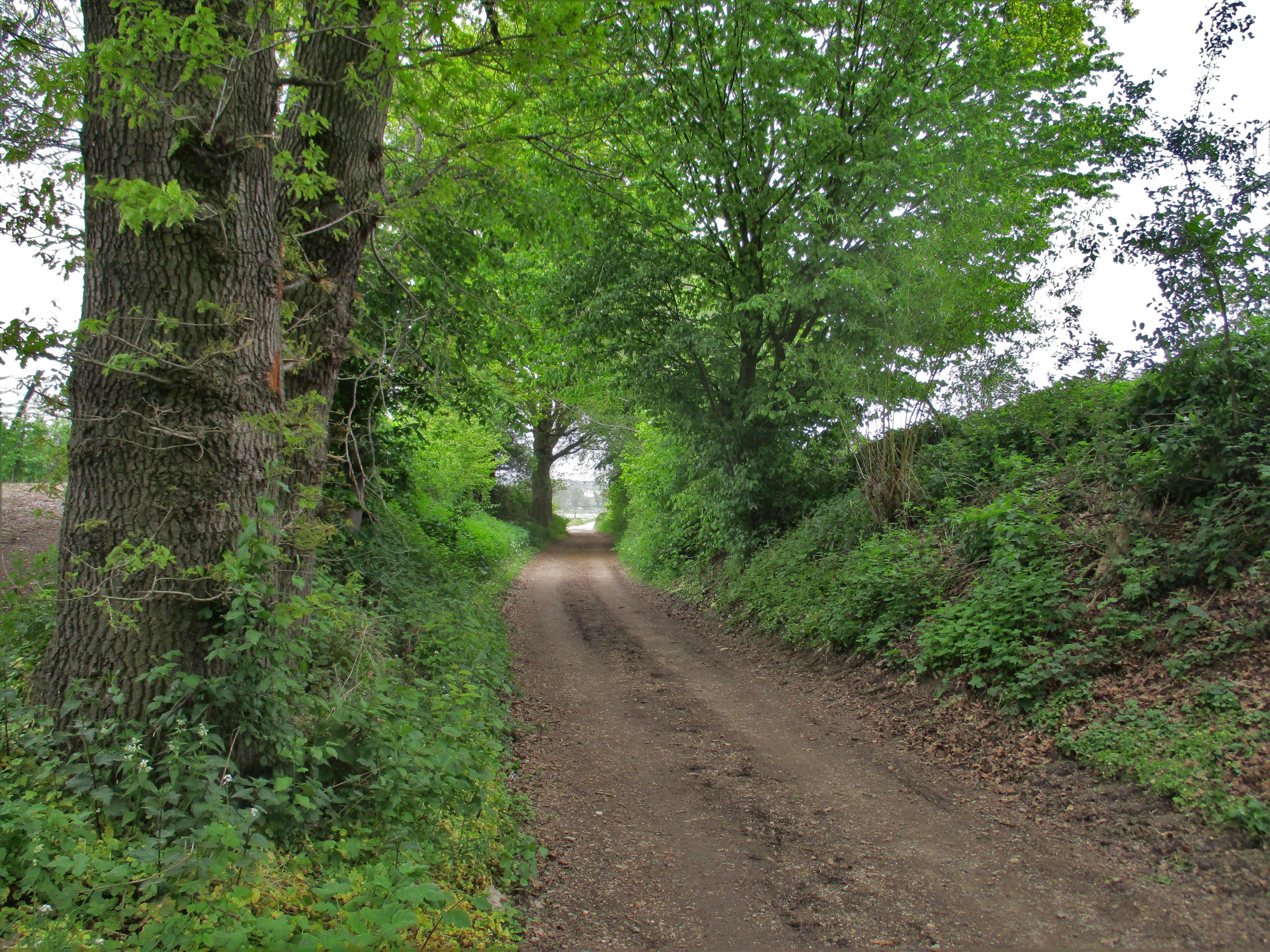
Kinkenvoerdersweg tussen Hulsberg en Wijnandsrade

De transportroutes liepen langs vaste landwegen, met name die welke de vele dorpskernen in het gebied vermeden. Zo konden de paardenkaravanen betrekkelijk ongestoord hun weg vervolgen. 
Een transportsysteem met lastdieren bestond in deze streken waarschijnlijk al langer, bijvoorbeeld voor de handel in steenkool. Daarbij was Kerkrade het centrum van de handel, waar de steenkool reeds in de middeleeuwen in dagbouw werd gewonnen. De transportwegen voor steenkool waren overigens vooral oost-west georiënteerd, terwijl die voor granen in grote mate in noord-zuid richting liepen.
Kinkenwegen werden soms genoemd naar de plaats waar de route naartoe leidde. Naast Aubelswegen was ook sprake van Akerwegen (naar Aken) en van Eijkerwegen (naar Maaseik). Verscheidene wegen in Zuid-Limburg dragen nog steeds namen die aan het transport uit vroeger tijden herinneren: Kinkestraat (in Beek), Kenkersweg (Sibbe), Kinkenvoerdersweg (tussen Hulsberg en Wijnandsrade), Kremersweg (Valkenburg), Aubelsweg (Gulpen). Soms worden verbasteringen aangetroffen, zoals de veldnaam 'Op de Nobel', ontstaan uit Oppen Aobel (dialect).
Voor de herkomst van de term 'kinken' bestaan verschillende mogelijke verklaringen. Streekhistoricus en naamkundige Schrijnemakers, die de Limburgse toponiemen grondig bestudeerd heeft, houdt het op 
een afleiding van het Franse quincailliers, handelaren in kleine metaalwaren. Een andere mogelijkheid is een verband met kinker als Zuid-Nederlandse variant van (boeren)kinkel.

## Einde van het kinkensysteem
In de tweede helft van de 19e eeuw raakte het kinkentransport in verval. De wegen werden beter, dus men ondervond concurrentie van karren en koetsen. Ook de opkomst van de spoorwegen droeg bij aan deze ontwikkeling. Verder begon de grens met de nieuwe staat België vanaf 1839 steeds meer een handelsbarrière te vormen. 